# Rosellerheide
Rosellerheide/Neuenbaum ist der südlichste Stadtteil von Neuss. Er liegt neben den Stadtteilen Rosellen und Allerheiligen im statistischen Bezirk Rosellen und hat 3558 Einwohner (Stand: 2016).

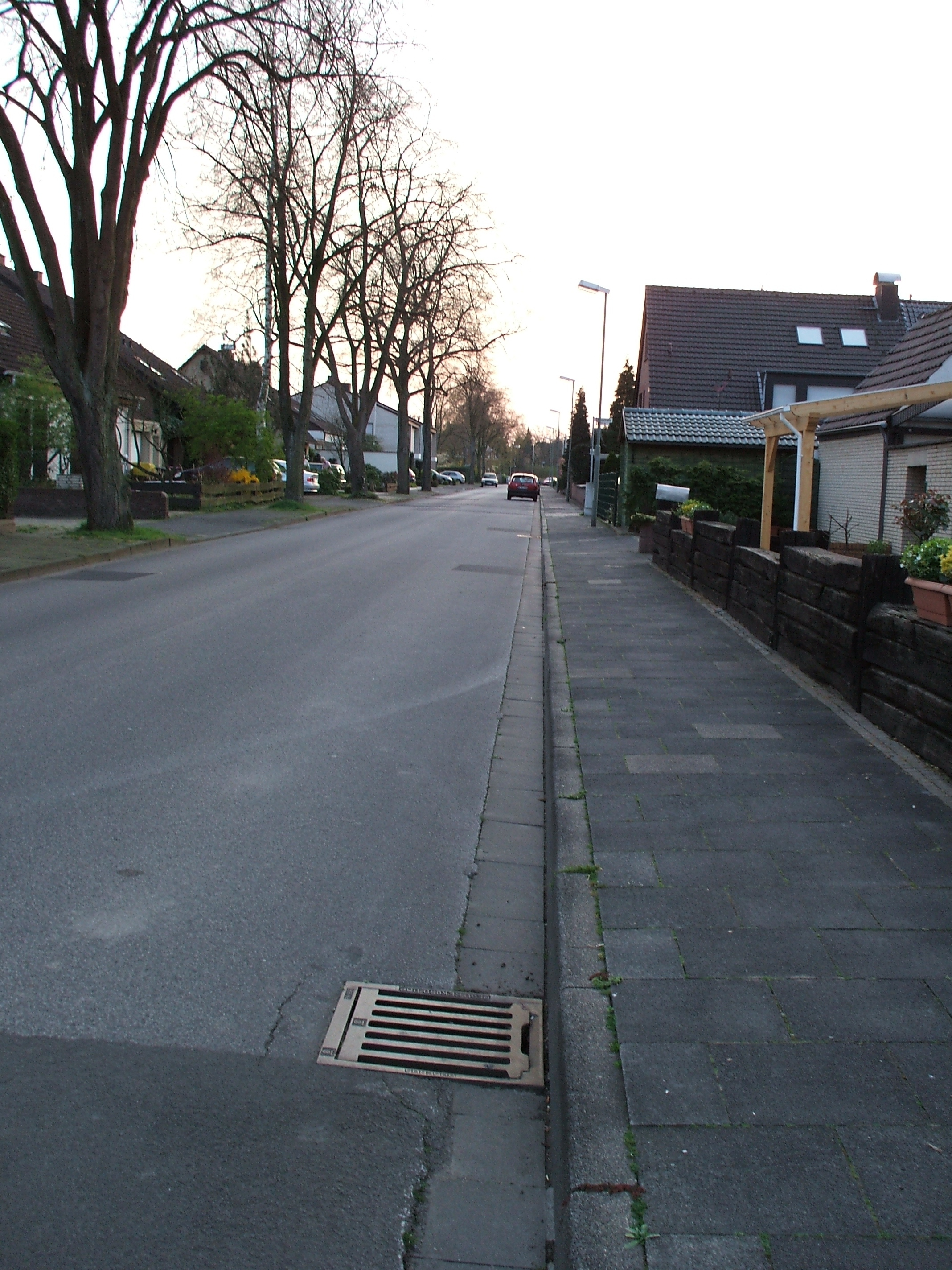
Blick entlang der Lindenstraße

## Geografische Lage
Der Stadtteil liegt in einer Senke, im Westen begrenzt ihn der Gohrer Berg, der das ehemalige Rheinufer darstellt, im Süden und im Norden bilden sich um den Norfbach bzw. den Schwarzen Graben moorartige Gebiete, die Rosellerheide/Neuenbaum abgrenzen. Im Süden liegt der Mühlenbusch, ein Waldgebiet, das bis in die Vororte von Köln reicht. Nachbarorte sind Allerheiligen, Rosellen, Dormagen-Gohr und Grevenbroich-Neukirchen.

## Geschichte
Die erste urkundliche Erwähnung des Ortes (als Roselden) stammt aus dem Jahr 1281. 1284 wurde am westlichen Rand die Burg Neuenberg von Ritter „Gozsalcus dictus de Selinchem“ als Motte errichtet. 1288 wurde die kölnische Burg zerstört und um 1300 wieder aufgebaut. Im Jahr 1323 wurde der Ort zum Besitz des Kurfürsten von Köln. 1326 wurde die Burg Neuenburg kölnischer Amtssitz. Heute sind von der Niederungsburg mit Vorburg nur noch Backsteinmauerreste im Bereich des Gut Neuenbergs vorhanden. Große Zerstörungen erfolgten im Jahre 1475 während der Belagerung der Stadt Neuss durch Karl den Kühnen und im Dreißigjährigen Krieg. 1794 besetzten französische Truppen Rosellerheide und Neuenbaum, sie kamen an die Mairie Norf. Im Jahr 1815 wurden Rosellerheide und Neuenbaum ein Teil der Gemeinde Rosellen der Bürgermeisterei Norf im Landkreis Neuß in der preußischen Rheinprovinz. Im Jahr 1927 wurde die Bürgermeisterei Norf in Amt Norf umbenannt. Die Eingemeindung nach Neuss erfolgte 1975.

### Bevölkerungsentwicklung
| Jahr | Einwohner |
| ---- | --------- |
| 2003 | 3782      |
| 2004 | 3755      |
| 2005 | 3750      |
| 2006 | 3752      |
| 2007 | 3727      |
| 2008 | 3680      |
| 2009 | 3714      |

| Jahr | Einwohner |
| ---- | --------- |
| 2010 | 3640      |
| 2011 | 3627      |
| 2012 | 3629      |
| 2013 | 3590      |
| 2014 | 3574      |
| 2015 | 3539      |
| 2023 | 3660      |

## Verkehr
In der Nähe des Stadtteils befindet sich die Bundesautobahn 57.
In die Neusser Innenstadt verkehren die Buslinien 841 und 874 (ca. 35 Min.). Mit der Linie 841 gelangt man auch zum S-Bahn-Bahnhof Allerheiligen, von wo aus die Linie S11 in 30 Minuten nach Düsseldorf und in 38 Minuten nach Köln Hbf fährt. Es gilt der Tarif des Verkehrsverbundes Rhein-Ruhr.
Das amtliche Autokennzeichen in Rosellerheide lautet NE (Rhein-Kreis Neuss).

## Vereine
- Das Schützenfest wird am 4. Juniwochenende gefeiert. Die Schützenbruderschaft St. Peter und Paul Rosellerheide – Neuenbaum 1879 e. V. feierte 2004 das 125. Jubiläum, an dem es einen Festzug am Sonntag mit Schützen aus anderen Bruderschaften gab. 2029 wird die Schützenbruderschaft 150 Jahre alt.[4]
- Das Tambourkorps Rosellerheide feierte im Jahr 2006 sein 100-jähriges Bestehen. Das Tambourkorps spielt in Kapellen, Nievenheim, Neuss und in Uedesheim.
- Das St. Martins-Komitee Rosellerheide/Neuenbaum beschenkt jedes Jahr am 11. November die Kinder in den beiden Ortsteilen. Nach einem Martinszug und einem großen Martinsfeuer werden Tüten mit Weckmännern und Süßigkeiten an die Kinder verteilt. Jedes Kind kann ein paar Süßigkeiten seiner Tüte abgeben, die dann gespendet werden.
- Der Männergesangsverein „Haideröschen“ feierte im Jahr 2011 sein 100. Jubiläum.
- Der SV Rosellen bietet einige Sportarten und Aktivitäten für Erwachsene, Jugendliche und Kinder an.
- Der Tierschutzverein Notpfote Animal Rescue e. V. Düsseldorf eröffnet zu seinem 10. Jubiläum das erste Gefieder-Tierheim Deutschlands an seiner Betriebsstätte in Neuss.

## Religion
- Die evangelische Trinitatiskirche an der Koniferenstraße in Rosellerheide wurde 1984 errichtet, der Glockenturm wurde 2002 gebaut. Die drei Gebäudeteile sind halbkreisförmig um den Kirchenvorplatz angeordnet. Der Pfarrbezirk umfasst die Ortschaften Rosellerheide, Rosellen, Teile von Allerheiligen und Gier und bildet gemeinsam mit der Ev. Friedenskirche in Norf die Ev. Kirchengemeinde Am Norfbach.

- Auf der Neukirchenerstraße steht in Neuenbaum die Marienkapelle. 2011 wurde ihr 125-jähriges Jubiläum gefeiert.